# 가미무라 유코
가미무라 유코(일본어: 神村右京, 1972년 2월 1일~1999년 6월 21일)는 MALICE MIZER에서 활동한 일본의 드럼 연주자이다.